# Samtgemeinde Barnstorf
Barnstorf er et amt ("Samtgemeinde") i Landkreis Diepholz i den tyske delstat Niedersachsen, med administration i landsbyen Barnstorf.
Samtgemeinde Barnstorf består af de følgende kommuner:
1. Barnstorf
2. Drebber
3. Drentwede
4. Eydelstedt